# Pont Illa de Moçambic
El pont de l'Illa de Moçambic és un pont en Moçambic que connecta l'Illa de Moçambic, l'antiga capital de la colònia de l'Àfrica Oriental Portuguesa, amb el continent sobre el Oceà Índic.

## Història
El 1962, el govern de Moçambic va llançar una licitació per a la construcció d'un pont de 3.390 metres per connectar l'illa de Moçambic amb el continent africà.
El juliol de 2004, es va iniciar una construcció per rehabilitar el pont amb un pressupost de 9 milions de dòlars.
El 2013 es va instal·lar un sistema d'il·luminació al pont.

## Descripció
L'extrem occidental del pont es troba a la terra ferma, a Lumbo.
El pont de l'illa de Moçambic és un pont de formigó d'un carril d'un sol sentit.